# Nebria zioni
Nebria zioni är en skalbaggsart som beskrevs av Vandyke. Nebria zioni ingår i släktet Nebria och familjen jordlöpare. Inga underarter finns listade i Catalogue of Life.